# Ponts-Jumeaux (métro de Toulouse)
Ponts-Jumeaux est une future station du métro de Toulouse. Elle serait située sur la ligne C du métro de Toulouse, future troisième ligne du métro toulousain entre les stations Sept Deniers - Stade Toulousain et Fondeyre. Sa mise en service est prévue pour 2028, après des travaux devant débuter en 2022.

## Caractéristiques
La station se situerait dans le quartier des Ponts-Jumeaux, au nord-ouest de Toulouse. Plus précisément, elle se situerait dans le futur quartier du Canal Latéral selon Tisséo, à proximité de l'usine Airbus Saint-Éloi et des Ponts-Jumeaux, en dessous du boulevard de Suisse et à proximité du chemin du Sang-de-Serp. Elle se situerait à proximité de la sortie n°31 du périphérique de Toulouse, et doit s'accompagner d'un réaménagement des lignes de bus dans le quartier. Des connexions avec les modes piétons et cyclables sont également prévues.

## Construction
Comme l'ensemble de la ligne C du métro de Toulouse, les travaux sur la station devraient débuter en 2022, pour une mise en service en 2028.
La station servira de point d'entrée pour un des tunneliers de la ligne.

## Aménagement culturel
La station accueillera une œuvre de Valérie Duchêne.